# Bogusław Zych
Bogusław Zych (* 10. Dezember 1951 in Warschau; † 3. April 1995 in Naprawa) war ein polnischer Fechter.

## Leben
Bogusław Zych wurde mit der Florett-Mannschaft 1978 in Hamburg Weltmeister und gewann mit dem Florett 1991 in Wien Bronze im Einzelwettbewerb der Europameisterschaften. Zweimal nahm er an Olympischen Spielen teil: bei den Olympischen Spielen 1980 in Moskau zog er mit der polnischen Florett-Equipe ins Halbfinale ein, in dem sie sich der Sowjetunion mit 7:9 geschlagen geben musste. Gemeinsam mit Lech Koziejowski, Adam Robak und Marian Sypniewski erhielt er nach einem anschließenden 9:5-Sieg gegen die Mannschaft der DDR die Bronzemedaille. Die Einzelkonkurrenz schloss er auf dem 13. Platz ab. 1988 belegte er in Seoul im Einzel Rang 15, während er mit der Florett-Mannschaft Fünfter wurde. Mit der Degen-Equipe platzierte er sich auf Rang zehn. Auf nationaler Ebene wurde er 1983, 1984, 1985 und 1989 polnischer Einzelmeister, sowie zwischen 1982 und 1989 sechsmal mit der Mannschaft.
Zych war Absolvent der Berufsschule der staatlichen Luftfahrtwerke in Warschau und später Unteroffizier der polnischen Armee. Nach seiner aktiven Karriere war er auch als Trainer tätig, darunter bei der Nationalmannschaft. Er starb am 3. April 1995 bei einem Autounfall.